# Terrace Bay (Ontario)
Terrace Bay to gmina (ang. township) w Kanadzie, w prowincji Ontario, w dystrykcie Thunder Bay.
Powierzchnia Terrace Bay to 151,24 km².
Według danych spisu powszechnego z roku 2001 Terrace Bay liczy 1950 mieszkańców (12,89 os./km²).